# Sistema Hepburn

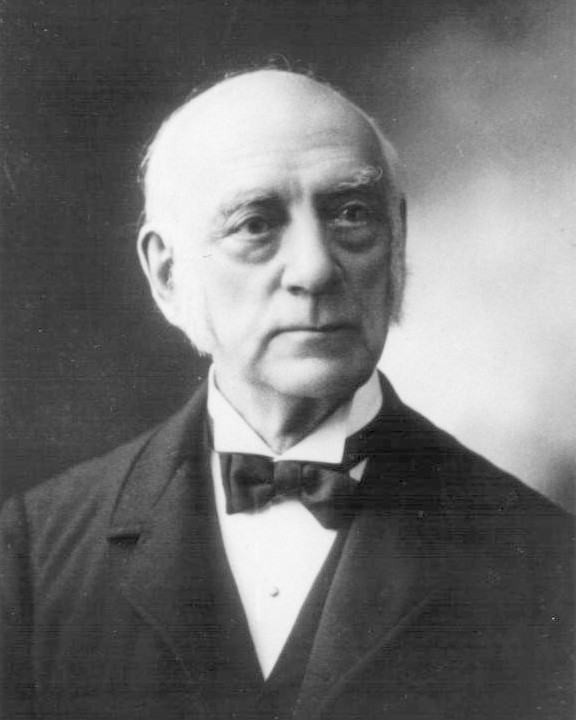
James Curtis Hepburn, criador da romanização de Hepburn

A romanização Hepburn (ヘボン式ローマ字, Hebon-shiki rōmaji, lit.  "letras romanas estilo Hepburn") é o principal sistema de romanização da língua japonesa. O sistema foi publicado originalmente em 1867 pelo missionário cristão americano e médico James Curtis Hepburn como padrão na primeira edição de seu dicionário japonês-inglês. O sistema é distinto de outros métodos de romanização no uso da ortografia inglesa para transcrever foneticamente sons: por exemplo, a sílaba [ɕi] (し) é escrita como shi e [tɕa] (ちゃ) é escrita como cha, refletindo suas grafias em Inglês (compare com si e tya nos mais sistemáticos Nihon-shiki e Kunrei-shiki).
Em 1886, Hepburn publicou a terceira edição de seu dicionário, codificando uma versão revisada do sistema que hoje é conhecido como "Hepburn tradicional". Uma versão com revisões adicionais, conhecida como "Hepburn modificada", foi publicada em 1908.
Embora a romanização Kunrei-shiki seja o estilo preferido pelo governo japonês, Hepburn continua sendo o método mais popular de romanização japonesa. É aprendido pela maioria dos estudantes estrangeiros do idioma e é usado no Japão para romanizar nomes pessoais, locais e outras informações, como tabelas de trens e sinais de trânsito. Como a ortografia do sistema é baseada na fonologia do inglês em vez de uma transcrição sistemática do silabário japonês, os indivíduos que não falam japonês geralmente serão mais precisos ao pronunciar palavras desconhecidas romanizadas no estilo Hepburn em comparação com outros sistemas.

## História

Representação gráfica dos kana e suas respectivas romanizações Hepburn

Em 1867, o médico missionário presbiteriano americano James Curtis Hepburn publicou o primeiro dicionário Japonês-Inglês, no qual introduziu um novo sistema para a romanização do japonês para a escrita latina. Ele publicou uma segunda edição em 1872 e uma terceira edição em 1886, que introduziu pequenas alterações. O sistema da terceira edição foi adotado no ano anterior pelo Rōmaji-kai (羅馬字会, "Clube de Romanização"), um grupo de estudiosos japoneses e estrangeiros que promoveram a substituição da escrita japonesa por um sistema romanizado.
A romanização de Hepburn, vagamente baseada nas convenções da ortografia inglesa, opôs-se à romanização Nihon-shiki, que foi desenvolvida no Japão em 1881 como uma substituição da escrita. Comparado a Hepburn, Nihon-shiki é mais sistemático em sua representação do silabário japonês (kana), pois cada símbolo corresponde a um fonema. No entanto, a notação requer explicações adicionais para uma pronúncia precisa por falantes não japoneses: por exemplo, as sílabas [ɕi] e [tɕa], que são escritas como shi e cha em Hepburn, são traduzidas como si e tya em Nihon-shiki. Depois que Nihon-shiki foi apresentado ao Rōmaji-kai em 1886, uma disputa começou entre os defensores dos dois sistemas, que resultou na paralisação e eventual interrupção das atividades da organização em 1892.
Após a Guerra Russo-Japonesa de 1904-1905, as duas facções ressurgiram como a Rōmaji Hirome-kai (ローマ字ひろめ会, "Sociedade para a Difusão da Romanização"), que apoiava o estilo de Hepburn, e a Nihon no Rōmaji-sha (日本のローマ字社, "Sociedade de Romanização do Japão"), que apoiava o Nihon-shiki. Em 1908, Hepburn Hepburn foi revisado pelo educador Kanō Jigorō e outros do Rōmaji Hirome-kai, que começaram a chamá-lo de Shūsei Hebon-shiki (修正ヘボン式, "sistema Hepburn modificado") ou Hyōjun-shiki (標準式, "sistema padrão").
Em 1930, uma Comissão Especial de Estudo da Romanização, chefiada pelo Ministro da Educação, foi nomeada pelo governo para conceber uma forma padronizada de romanização. A Comissão finalmente decidiu por uma versão de "compromisso" ligeiramente modificada do Nihon-shiki, que foi escolhida para uso oficial por decreto do gabinete em 21 de setembro de 1937; este sistema é conhecido hoje como romanização Kunrei-shiki. Em 3 de setembro de 1945, no início da ocupação do Japão após a Segunda Guerra Mundial, o Comandante Supremo das Forças Aliadas, Douglas MacArthur, emitiu uma diretriz determinando o uso de Hepburn modificado pelas forças de ocupação. Contudo, a diretiva não tinha força legal e uma versão revista do Kunrei-shiki foi reeditada por decreto do gabinete em 9 de dezembro de 1954, após o fim da ocupação.
Embora não tenha status de jure, Hepburn continua sendo o padrão de facto para algumas aplicações no Japão. A partir de 1977, muitas organizações governamentais usaram Hepburn, incluindo o Ministério do Comércio e Indústria Internacional; o Ministério das Relações Exteriores exige o uso de Hepburn em passaportes, e o Ministério de Terras, Infraestrutura e Transportes exige seu uso em sinais de transporte, incluindo sinais de trânsito e de estações ferroviárias. Hepburn também é usado por organizações privadas, incluindo The Japan Times e o Japan Travel Bureau.
O American National Standard System for the Romanization of Japanese (ANSI Z39.11-1972), baseado no Hepburn modificado, foi aprovado em 1971 e publicado em 1972 pelo American National Standards Institute. ANSI Z39.11-1972 foi descontinuado como padrão em 1994.